# Новотайняшево
Новотайняшево (баш. Яңы Тайнаш) — деревня в Чекмагушевском районе Республики Башкортостан Российской Федерации. Входит в состав Резяповского сельсовета. 

## География

### Географическое положение
Расстояние до:
- районного центра (Чекмагуш): 36 км,
- центра сельсовета (Резяпово): 10 км,
- ближайшей ж/д станции (Буздяк): 94 км.

## Население
| 2002 | 2009 | 2010 |
| ---- | ---- | ---- |
| 26   | ↘20  | ↘19  |

Национальный состав
Согласно переписи 2002 года, преобладающие национальности — башкиры (54 %), татары (38 %).